# Znovu
Znovu je sedmé studiové album české jazzrockové skupiny Jazz Q. Jde o první album této skupiny od roku 1984, kdy vyšlo album Hvězdoň. Album vyšlo v květnu 2013, dvanáct let poté, co byla skupina v roce 2001 obnovena.

## Seznam skladeb
| Pořadí         | Název              | Délka |
| -------------- | ------------------ | ----- |
| 1.             | Potopa             | 5:39  |
| 2.             | Cindy              | 4:55  |
| 3.             | Závrať             | 4:19  |
| 4.             | Cestou             | 4:59  |
| 5.             | Stínohra           | 5:14  |
| 6.             | Bouře              | 2:53  |
| 7.             | Čundrácké blues    | 5:04  |
| 8.             | Zdroje tu jsou     | 4:44  |
| 9.             | Letní rozjímání    | 4:34  |
| 10.            | Tančírna           | 4:23  |
| 11.            | Boogie pro Fantynu | 4:13  |
| 12.            | Manuela            | 4:34  |
| 13.            | Smíření            | 5:12  |
| 14.            | Hrom do police     | 3:54  |
| 15.            | Věčná touha        | 6:57  |
| Celková délka: | Celková délka:     | 72:22 |

## Obsazení
- Martin Kratochvíl – elektrické piano (Fender Rhodes), syntezátor (Minimoog), klavír
- Zdeněk Fišer – elektrická kytara
- Přemysl Faukner – bezpražcová baskytara
- Vajco Deczi – bicí
- Imran Musa Zangi – perkuse